# Öræfajökull
Öræfajökull è un vulcano situato in Islanda.  Il nome significa letteralmente ghiacciaio privo di porto, ma nella lingua islandese ha assunto il significato di ghiacciaio deserto.
Si tratta del più grande vulcano attivo e al tempo stesso della vetta più alta dell'Islanda (cima di Hvannadalshnjúkur).
Rientra nel Parco nazionale Skaftafell e fa parte del ghiacciaio Vatnajökull, con molte lingue glaciali che si diramano lungo le sue valli, come il Svínafellsjökull, il Kotátjökull, il Kvíárjökull e lo Hrútárjökull. La vetta raggiunge la quota di 2109,6 m.
Il vulcano ha avuto due eruzioni esplosive in tempi storici. L'ultima eruzione ebbe luogo nell'agosto 1727 e continuò fino alla primavera dell'anno seguente.